# MEVZA liga za muškarce 2008./09.
MEVZA liga za muškarce 2008./09. je bilo četvrto izdanje Srednjeeuropske (MEVZA) lige u odbojci, Sudjelovalo je devet klubova iz Austrije, Hrvatske, Mađarske, Slovačke i Slovenije, a pobjednik je postala momčad Hypo Tirol Volleyballteam iz Innsbrucka.

## Sudionici
- aon hotVolleys - Beč
- Posojilnica Aich/Dob - Bleiburg
- Hypo Tirol Volleyballteam - Innsbruck
- Mladost - Zagreb
- Zagreb - Zagreb
- Kometa - Kapošvar
- Chemes - Humenné
- Salonit - Anhovo
- ACH Volley - Bled

## Ljestvica i rezultati

### Ljestvica
| mj | klub                      | ut | pob | por | set+ | set- | bod |            |
| -- | ------------------------- | -- | --- | --- | ---- | ---- | --- | ---------- |
| 1. | ACH Volley                | 16 | 16  | 0   | 48   | 9    | 32  | Final four |
| 2. | Posojilnica Aich/Dob      | 16 | 13  | 3   | 40   | 21   | 29  | Final four |
| 3. | Hypo Tirol Volleyballteam | 16 | 12  | 4   | 40   | 22   | 28  | Final four |
| 4. | aon hotVolleys            | 16 | 9   | 7   | 31   | 32   | 25  | Final four |
| 5. | Kometa                    | 16 | 7   | 9   | 32   | 30   | 23  |            |
| 6. | Chemes                    | 16 | 7   | 9   | 28   | 36   | 23  |            |
| 7. | Salonit                   | 16 | 4   | 12  | 24   | 36   | 20  |            |
| 8. | Mladost                   | 16 | 4   | 12  | 23   | 40   | 20  |            |
| 9. | Zagreb                    | 16 | 0   | 16  | 8    | 48   | 15  |            |

### Final four
Igrano u Beču.
| klub1                | rez.          | klub2                     |
| poluzavršnica        | poluzavršnica | poluzavršnica             |
| -------------------- | ------------- | ------------------------- |
| Posojilnica Aich/Dob | 2:3           | Hypo Tirol Volleyballteam |
| ACH Volley           | 3:1           | aon hotVolleys            |
|                      |               |                           |
| za treće mjesto      |               |                           |
| aon hotVolleys       | 3:1           | Posojilnica Aich/Dob      |
|                      |               |                           |
| za pobjednika        |               |                           |
| ACH Volley           | 0:3           | Hypo Tirol Volleyballteam |

## Poveznice i izvori
- MEVZA 2008./09. - ljestvica  Arhivirana inačica izvorne stranice od 3. svibnja 2014. (Wayback Machine)
- MEVZA 2008./09. - rezultati ligaškog dijela
- MEVZA 2008./09. - Final four
- MEVZA 2008./09. - Final four - rezultati
- MEVZA 2008./09. - konačan poredak